# Portada/efemèride maig 24
Mai Zetterling
« 23 de maig · 24 de maig · 25 de maig »